# KING Radio
K-I-N-G Radio was een Engelse zeezender die actief was tussen 24 maart en 22 september van 1965 en die uitzond op 236 meter of 1268 kHz (aanvankelijk 306 meter of 980 kHz) op de middengolf. Het station was de opvolger van Radio Invicta, en het station zond eveneens uit vanaf het voormalig legerfort op Red Sands in de Theemsmonding voor de Engelse kust. Het station hanteerde een "middle-of-the-roadformat". De zaken gingen evenwel slecht en de zender trok weinig luisteraars. Ted Allbeury werd gevraagd om het station te verbeteren en stelde voor K-I-N-G Radio op te heffen en een nieuw station te openen: Radio 390.